# Нтаре V
Нтаре V (англ. Ntare V, до коронації принц Шарль Ндізейє, фр. Charles Ndizeye; 2 грудня 1947 − 29 квітня 1972) — король Бурунді упродовж кількох місяців 1966 року.

## Біографія
Син вождя та першого глави незалежної держави Бурунді Мвамбутси IV. Здобув освіту у Швейцарії. Закінчив приватну школу Institut Le Rosey. 24 березня 1966 року король Мвамбутса заявив про своє зречення престолу, 8 липня принц Ндізейє був проголошений королем під іменем Нтаре V, у вересні відбулась його коронація.
Однак уже 28 листопада, за відсутності молодого короля, який у той час перебував у Кіншасі на святкуванні першої річниці приходу до влади генерала Мобуту, в Бурунді стався військовий переворот, очільник якого Мішель Мічомберо оголосив про ліквідацію монархії та посів пост президента. Король Нтаре залишив Африку та деякий час жив у ФРН. Повернувшись до Бурунді 1972 року, його невдовзі було вбито за нез'ясованих обставин — імовірно, його повернення та убивство стали результатом змови, організованої міністром закордонних справ в уряді Мічомберо Артемоном Сімбананійє з метою назавжди виключити реставрацію монархії.